# Puppa

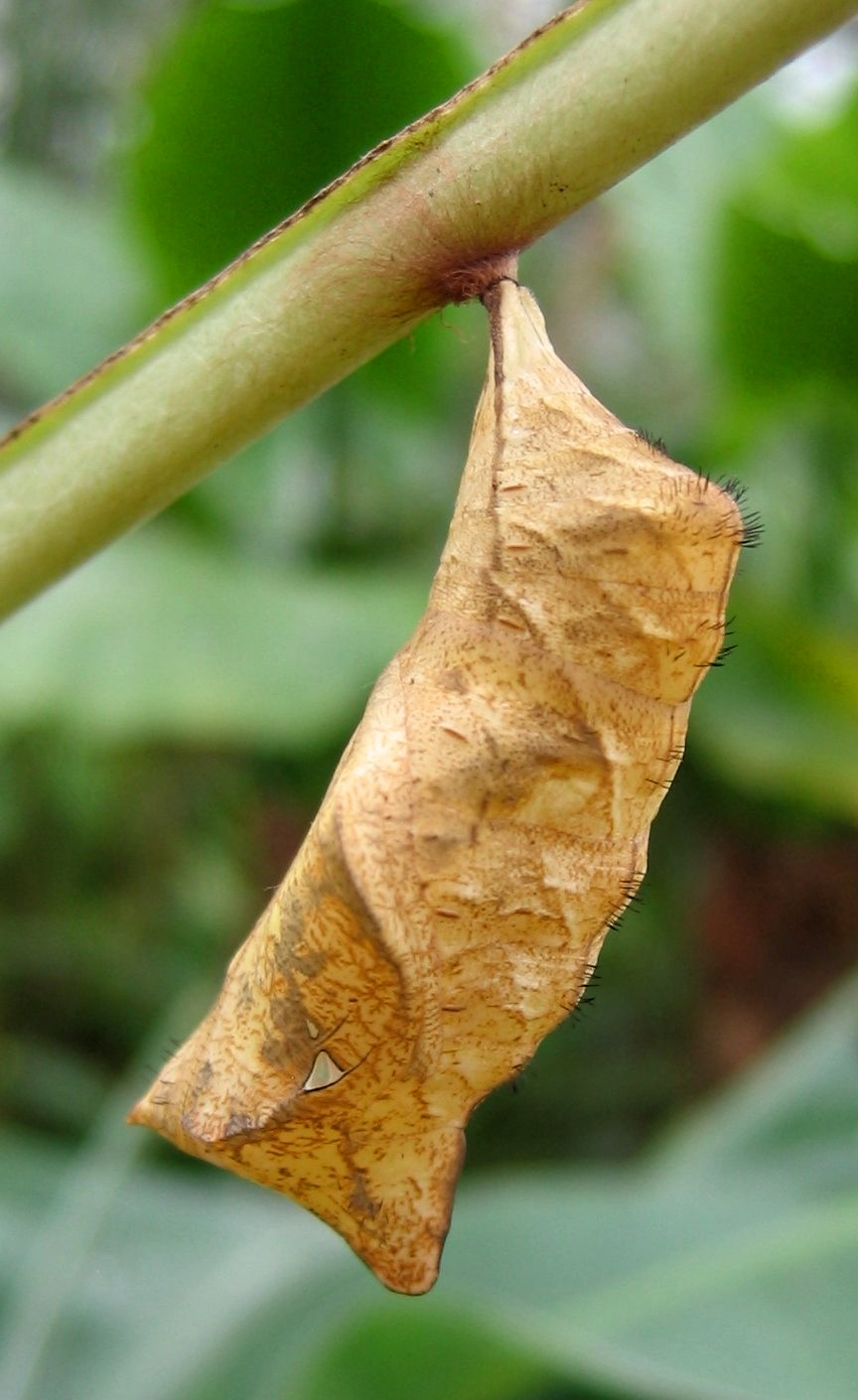
En puppa från Caligo eurilochus som liknar ett löv.

En puppa är ett utvecklingsstadium mellan larv och fullbildad insekt (imago) hos de insekter som har en fullständig metamorfos. Puppan befinner sig i vila och inget näringsintag förekommer. Puppan är oftast orörlig. 
Det förekommer två olika slag av puppor, så kallad fri puppa eller pupa libera, och så kallad mumiepuppa eller pupa obtecta. Hos flugor kan även så kallad tunnpuppa (även benämnd puparium eller pupa coarctata) förekomma.

## Fri puppa
En fri puppa kännetecknas av att anlag för vingar, ben och antenner är synliga utanpå puppan, det vill säga att de ligger så kallat fria från puppkroppen. Förekommer exempelvis hos skalbaggar.

## Mumiepuppa
En mumiepuppa kännetecknas av att anlag för vingar, ben och antenner inte är fria från puppkroppen. Inga eller bara en antydan till eventuella yttre drag kan ses. Förekommer exempelvis hos fjärilar.

## Tunnpuppa
Förekommer hos vissa flugor och innebär att den egentliga puppan omges av en yttre tunnliknande bildning, bestående av den torkade larvhuden.